# Радентайн
Радентайн - місто в провінції Каринтія, Австрія.
Входить до складу округу Шпітталь. Населення становить 6655 осіб (станом на 31 грудня 2005 року). Займає площу 89,3 км². Офіційний код - 2 06 30.

## Побратими
- Шорндорф, Німеччина
- Ампеццо, Італія

| Австрія | Це незавершена стаття з географії Австрії. Ви можете допомогти проєкту, виправивши або дописавши її. |